# サソリドロガメ
サソリドロガメ（蠍泥亀、学名：Kinosternon scorpioides）は、ドロガメ科ドロガメ属に分類されるカメ。ドロガメ属の模式種。

## 分布
主に中米から南米。

## 形態
最大甲長18cm前後。背甲はドーム状に盛りあがり甲高は甲長の36%以上。第1椎甲板は第2縁甲板と接する。第4肋甲板は第11縁甲板と接しない。第10、11縁甲板は高い位置にある。腹甲は大型で、蝶番は発達する。左右の腹甲板の継ぎ目の長さ（間腹甲板長）は甲長の21%以上。
オスの成体は尾の先端に大きな棘状の鱗がある。種小名scorpioidesは「サソリのような」の意で、この棘状鱗がサソリの尾のように見えることに由来し和名や英名（scorpion=サソリ）と同義。しかしオスの尾の先端に大型の鱗があるのは属内広範に見られる形態で、本種固有の形態ではない。

## 分類
以下の3亜種が記載されている。
- Kinosternon scorpioides albogulare　ノドジロドロガメ
- Kinosternon scorpioides cruentatum　ホオアカドロガメ
- Kinosternon scorpioides scorpioides　サソリドロガメ

## 生態
河川や湖沼などに生息する。乾季には泥中で休眠する。
食性は雑食で、魚類、両生類、昆虫類、甲殻類、藻類などを食べる。
繁殖形態は卵生。

## 人間との関係
ペットとして飼育されることもあり、日本にも輸入されている。種全体としては流通量は少なくないものの、亜種分けされずに販売されていたり他種と混同されて販売されることもある。アクアテラリウムで飼育される。飼育下では人工飼料や乾燥飼料にも餌付く。性質が荒く協調性に欠けるため、基本的に単独で飼育する。